# 井上普方
井上 普方（いのうえ ひろのり、1925年1月14日 - 2015年4月10日）は日本の医師、政治家。元日本社会党衆議院議員（9期）。母は、後藤田正晴の姉。

## 来歴
- 1925年（大正14年）1月14日 - 徳島県阿南市辰己町に生まれる[1]。
- 1951年（昭和26年） - 徳島大学在学中に徳島県議会議員に当選。以後3期務める[1]。
- 1960年（昭和35年） - 徳島大学より医学博士号を授与[2]。
- 1965年（昭和40年） - 第7回参議院議員通常選挙に徳島県選挙区から社会党公認候補として立候補するが、2番手で落選。
- 1967年（昭和42年） - 第31回衆議院議員総選挙徳島県全県区初当選。以後9期務める[3]。
- 1979年（昭和54年）11月 - 衆議院物価問題等に関する特別委員長。
- 1982年（昭和57年）6月 - 衆議院外務委員会理事（委員長は、中山正暉）。
- 1990年（平成2年）3月 - 衆議院土地問題等に関する特別委員会理事（委員長は、野呂田芳成）。
- 1991年（平成3年） - 衆議院議員在職25年表彰を受ける（この時、塩川正十郎・加藤六月・矢野絢也・藤波孝生・河野洋平・山口敏夫なども表彰されている）。
- 1993年（平成5年） - 第40回衆議院議員総選挙落選。政界から引退する[1]。
- 1998年（平成10年）4月 - 春の叙勲で勲一等に叙され、瑞宝章を受章する[4]。
- 2015年（平成27年）4月10日 - 肺炎のため死去した[1]。90歳没。死没日付をもって正四位に叙された[5]。

## 人物
叔父の後藤田正晴は9つ違いで、早くに両親をなくし少年期を井上家で過ごしていたため、年の離れた兄弟のような間柄であった。後藤田は自民党から出馬し1度目の参議院選挙で落選したため（阿波戦争）、同じ徳島県全県区で衆議院選挙を争うこととなった。自社さ連立政権誕生前には後藤田と村山富市を面会させている。

## 政策
選択的夫婦別姓制度導入に賛同。
新東京国際空港（現・成田国際空港）の一坪共有地の名義人の1人であった。

## 賞歴
- 勲一等瑞宝章（1998年）[1]